# Bluewater (Australia)
Bluewater – miasto w Australii, w stanie Queensland.